# Gnophos supinodes
Gnophos supinodes är en fjärilsart som beskrevs av Eugen Wehrli 1953. Gnophos supinodes ingår i släktet Gnophos och familjen mätare. Inga underarter finns listade i Catalogue of Life.